# رومانوس
بلدية رومانوس (بالإسبانية: Romanos) هي بلدية تقع في مقاطعة سرقسطة التابعة لمنطقة أراغون شمال شرق إسبانيا.

## الديموغرافيا
بلغ عدد سكان بلدية رومانوس 123 نسمة عام 2011 (وفقاً للمعهد الوطني الإسباني للإحصاء).
| 154 | 146 | 143 | 130 | 112 | 124 | 123 |